# Clermontia fauriei
Clermontia fauriei är en klockväxtart som beskrevs av Augustin Abel Hector Léveillé. Clermontia fauriei ingår i släktet Clermontia, och familjen klockväxter. Inga underarter finns listade i Catalogue of Life.